# A Good Year
A Good Year is een Brits-Amerikaanse film van Ridley Scott die werd uitgebracht in 2006. 
Het scenario is gebaseerd op de gelijknamige roman (2004) van Peter Mayle.

## Verhaal
Max Skinner is een werkverslaafde, gewetenloze en succesrijke beursdealer in Londen. Op een dag erft hij van zijn net overleden oom Henry een landgoed met een wijngaard in de Provence. Als jongen had Max de gewoonte zijn zomervakanties op het landgoed door te brengen.
Max vertrekt naar de Provence om zijn erfenis te regelen. Max beziet de erfenis zakelijk: hij wil het hele domein zo snel mogelijk van de hand doen. Ter plekke ziet hij Francis Duflot terug, de wat norse maar toegewijde wijnboer die al dertig jaar een oogje in het zeil houdt op het wijndomein. Hij ontmoet eveneens Fanny, een aantrekkelijke jonge vrouw die een café uitbaat. 
Max, die gedacht had de hele verkoop vlug af te handelen, krijgt geleidelijk de smaak van het rustige leven in de Provence te pakken en besluit langer op zijn domein te verblijven. Wat later duikt Christie Roberts op, een jonge Californische die beweert een onwettige dochter van Henry te zijn. Zo zou ook zij erfgename kunnen worden volgens het Franse erfrecht. Voor zijn vertrek naar Londen verschaft Max Christie haar het felbegeerde bewijs  van afstamming.
Terug in Londen dwingt zijn hoogste baas hem een keuze te maken. Hem ooit opvolgen of direct vertrekken met een zak geld. Dan is de keuze tussen het leven op een gedeeld kasteel in de Provence en het hijgerige Londen opeens niet moeilijk meer.

## Rolverdeling
| Acteur                 | Personage              |
| ---------------------- | ---------------------- |
| Russell Crowe          | Max Skinner            |
| Albert Finney          | oom Henry              |
| Marion Cotillard       | Fanny Chenal           |
| Abbie Cornish          | Christie Roberts       |
| Didier Bourdon         | Francis Duflot         |
| Isabelle Candelier     | Ludivine Duflot        |
| Freddie Highmore       | Max Skinner als jongen |
| Tom Hollander          | Charlie Willis         |
| Rafe Spall             | Kenny                  |
| Archie Panjabi         | Gemma                  |
| Valeria Bruni Tedeschi | de notaris             |
| Giannina Facio         | Maitre D'              |